# Couvent des Mineurs de Liège

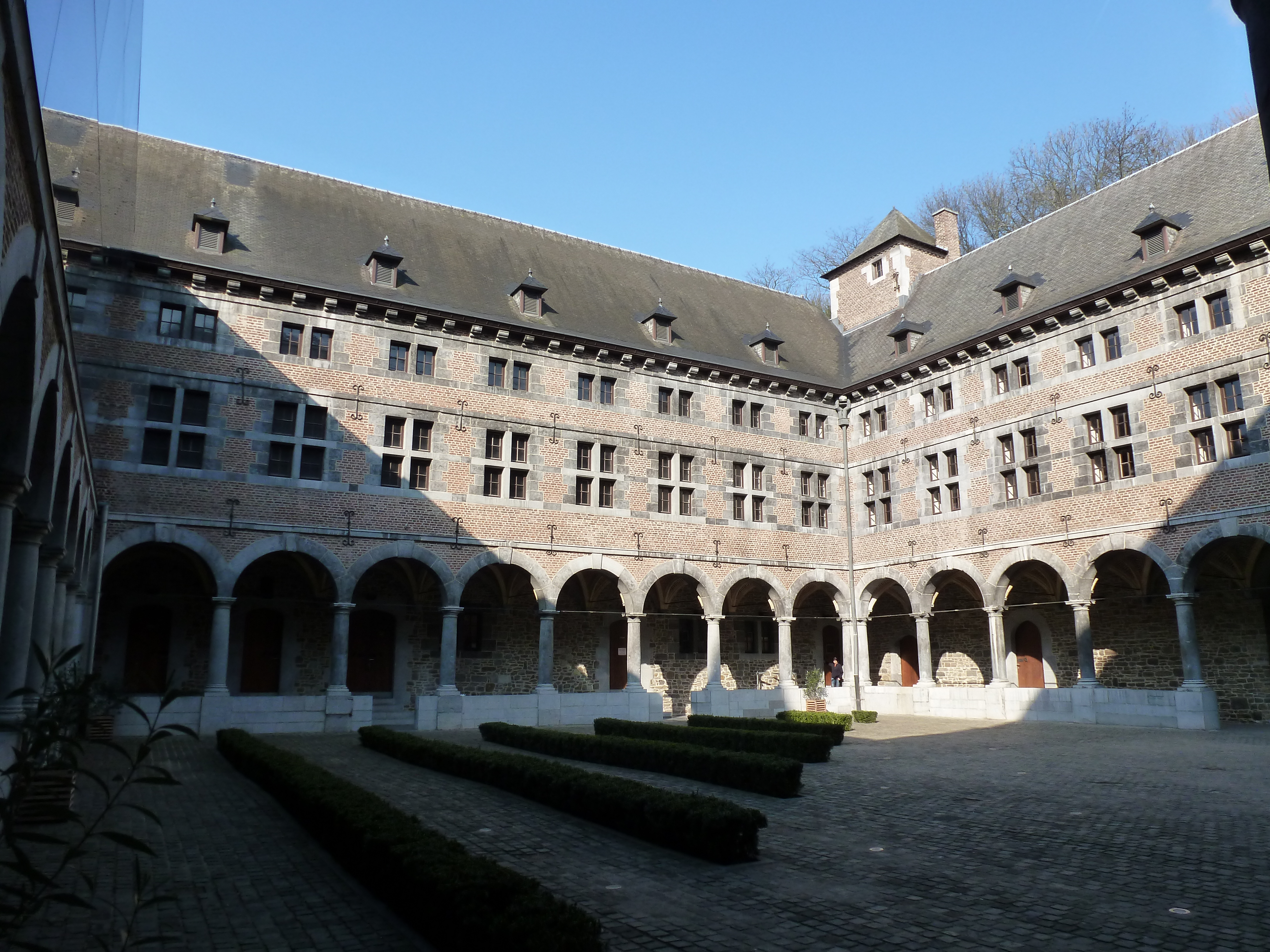
Kreuzgang des ehemaligen Klosters

Das Couvent des Mineurs auch Couvent des Cordeliers ist ein ehemaliges Kloster in Lüttich, im historischen Viertel Hors-Château. Es war zwischen seiner Gründung durch die Franziskaner im 13. Jahrhundert und seiner Aufhebung während der Französischen Revolution in Betrieb war. Seit den 1970er Jahren beherbergt das an den coteaux de la Citadelle gelegene Gebäude das Musée de la Vie wallonne.

## Geschichte

### Ursprung der Cordeliers in Lüttich
Um das Jahr 1220 ließen sich die Cordeliers in Lüttich nieder. Zunächst besetzten sie ein Grundstück in der Nähe der Kirche Saint-Jacques, das Tresles genannt wurde. Der Stadtteil Île lag damals noch nicht innerhalb der Stadtmauern. Sie errichteten dort ein Kloster und eine Kirche, die 1231 von Fürstbischof von Lüttich Jean d'Eppes geweiht wurde.

### Beauretour
Das Kloster war kaum drei Jahre alt, als es 1234 durch einen Brand teilweise zerstört wurde. Dank der großzügigen Spenden des Ritters Raoul de l'Isle (Île) und des Kanonikers von Lambertuskathedrale, Gilles Surlet de Hozemont, wurde die Abtei schnell wieder aufgebaut und präsentierte sich 1235 noch schöner und größer als vor der Katastrophe. Für sie war es eine "schöne Rückkehr" (ein bellus-reditus), die dem Kloster den Namen Beaurepaire, Beauretour oder Beaurepart gab.
Ihr zweiter Aufenthalt in Beaurepart war jedoch nicht von langer Dauer, denn Sébastien de Wez, ein Bürger von Lüttich, schenkte 1243 sein Haus und seine Nebengebäude in Richonfontaine, um dort das Kloster der Minoriten zu errichten. Diese verließen daraufhin das Haus in Beaurepart, in dem sie seit 1231 gelebt hatten, um sich in ihrem neuen Domizil in der Nähe des Marktes niederzulassen.
Sie überließen ihr Kloster den Prämonstratensern, um sich endgültig näher am Herzen der Stadt niederzulassen, in Hors-Château, dem späteren "Hof der Minoriten".

### Intervention der Stadt
Einem alten Dokument zufolge hatte sich die Stadt Lüttich an den Kosten für die Niederlassung der Cordeliers in der Nähe des Marktes beteiligt. Dies erklärt, warum die Schöffen, die Stadtmeister Pierre de Xhendremale und Jacques de Saint-Martin sowie mehrere andere Lütticher Bürger bei der Abtretungsurkunde von Sébastien Dewez an diese Ordensleute erschienen und sie ratifizierten. Als Gegenleistung für diese finanzielle Unterstützung wurden ihrem Kloster mehrere Dienstbarkeiten auferlegt. Es ist jedoch sehr wahrscheinlich, dass dies die Erklärung für die zahlreichen Interaktionen zwischen den Cordeliers und dem Bürgertum ist.

« Ils y doibvent fournir lieu de retraite az bourgeoys cheus en quelque homicide, tant que leur allégeance et descharge soient faites, pour estre affranchis de la poursuitte de l'officier du prince et de la partie; car, encore que toutes encloîtres de chanoines et maisons de religion jouissent de leurs immunités et franchises, toutefois, la maison des Mineurs est ordinairement principal réceptacle de tels galands, chose fort à propos concédée et accordée pour subvenir aux bons, afin que leur innocence soit quelquefois gardée; mais les mauvais en abusent en s'en appuyant. Outre ce, la maison ou bien quelques salles sont subjectes, quand le général conseil de la cité s'assemble, de servir de réceptacle ; aussi, quand les bourguemaîtres sortent de dignité, leur année étant expirée, après avoir au palais remercié la bourgeoisie, les maîtres de métiers et autres officiers de la cité, s'assemblent auxdits Frères Mineurs et illec offrent le comportement de leur estat, pendant l'année de leur consulat, aux syndics de la cité, et là, chacun peut librement démener s'il sçait quelque faute estre advenue pendant ladite année, pour par lesdits syndics estre annotée »

### Ausstattung
Die Kirche wurde 1245 durch Robert de Turotte geweiht. Das Innere ist dreischiffig. Aus dieser Zeit stammt auch die Klosterkirche, die dem Franziskanerheiligen Antonius von Padua geweiht ist. Die Glasfenster dieser Kirche sind mit Wappen und Grabinschriften bedeckt, die heute stark beschädigt sind.
Hélène de Tournon begleitete Margarete von Navarra als Hofdame, als sich die Königin 1577 in Lüttich aufhielt. Von ihrem Geliebten, dem Marquis de Varabon, betrogen, konnte die arme Hélène den Gedanken nicht ertragen, ihn in den Armen einer Rivalin zu sehen; sie starb aus Verzweiflung und Liebe in Lüttich und wurde in der Minoritenkirche beigesetzt.
Unter dem Episkopat von Érard de La Marck diente das Kloster als Marktplatz für Kohl, Butter und Käse. Ab 1577 wurde hier das Waffenarsenal der Stadt gelagert.

### 17. Jahrhundert
Die Klostergebäude standen parallel zur Kirche, bis sie im dritten Viertel des 17. Jahrhunderts vollständig umgebaut wurden, um einem imposanten Gebäudekomplex im maasländischen Stil Platz zu machen. Die Kirche erhielt eine monumentale Barockfassade und im folgenden Jahrhundert Stuckarbeiten im Rokokostil.

### Französische Revolution
Während der Lütticher Revolution wird das Kloster aufgelöst. Die Brüder verlassen das Kloster 1796. Das Kloster wird in fünf Parzellen aufgeteilt und 1798 an Privatpersonen versteigert. In der Folgezeit wurde es für verschiedene Zwecke genutzt: als Lagerraum für Steinkohle, für Feuerlöschpumpen, als Lebensmittellager, für die Vermietung von Handwagen usw.
Während der französischen Besatzung blieb die Kirche einige Zeit geschlossen, und wie in vielen anderen Kirchengebäuden wurden auch hier die sogenannten Nationalfeiertage gefeiert. Ab 1803 wurde sie Pfarrkirche und blieb es bis 1977.

### 20. und 21. Jahrhundert

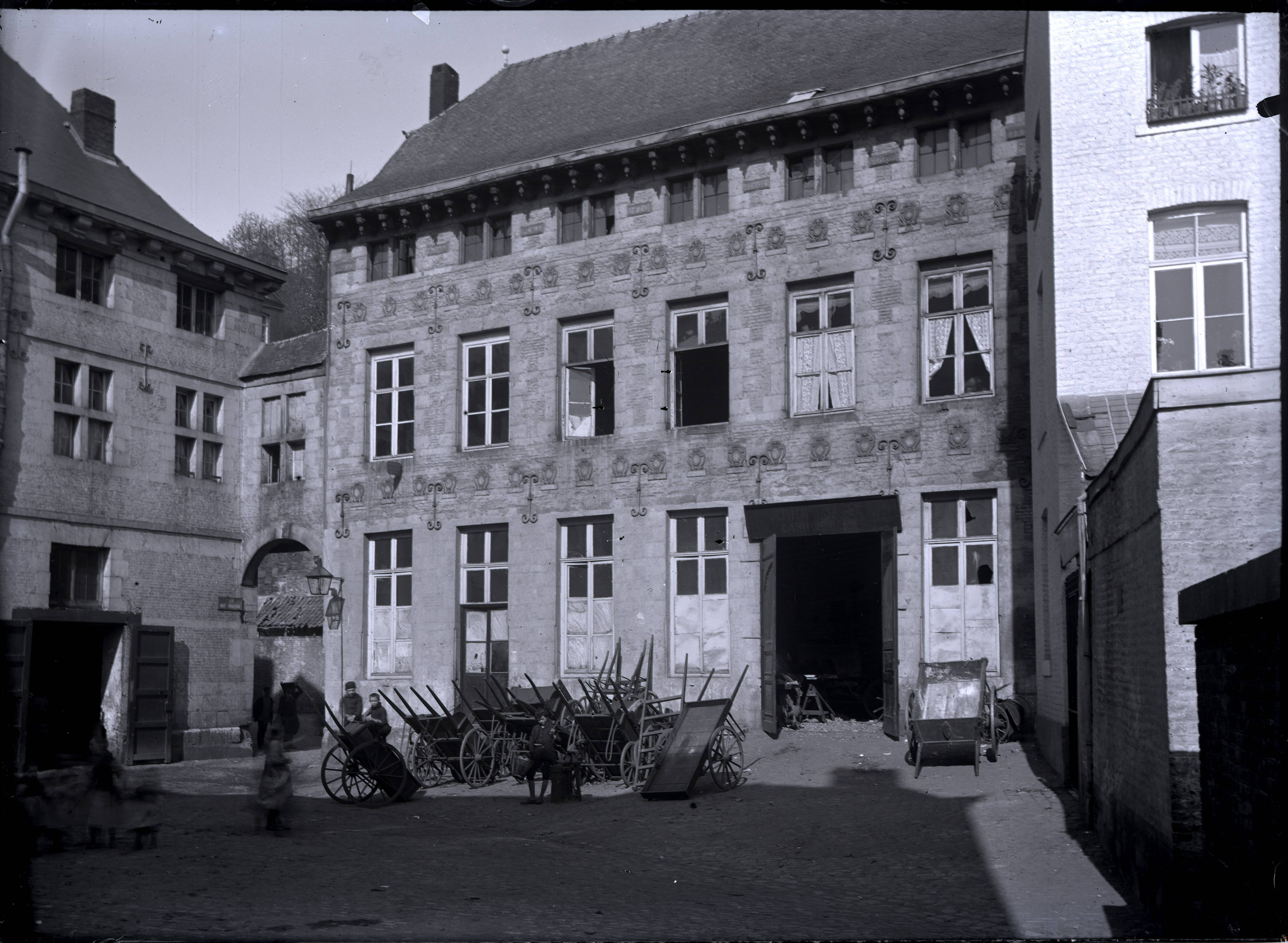
Couvent des Mineurs ca.1890

Im 19. und frühen 20. Jahrhundert werden immer mehr Veränderungen und Umbauten vorgenommen. Im Südflügel des Klosters wird ein Lagerhaus eingerichtet.
Im Dezember 1944, mitten im Zweiten Weltkrieg, traf eine Fliegerbombe das Gebäude und verursachte große Zerstörungen am Chamart-Haus (dem ehemaligen Haus des Oberen der Gemeinschaft, das nach seinem letzten Besitzer benannt wurde), im Klosterhof und an einem Teil der Saint-Antoine-Kirche.
Ab 1951 wurde mit der Restaurierung der Anlage begonnen, um den Zustand vor dem 19. Jahrhundert wiederherzustellen, wobei die Fassaden gemäß den Empfehlungen der Königlichen Kommission für Denkmäler und historische Stätten zunächst abgebaut und dann wieder aufgebaut wurden. Bei dieser umfassenden Restaurierung wurde natürlich auch die neue Aufgabe berücksichtigt, die dem Gebäude übertragen wurde: die Aufnahme und Ausstellung der Sammlungen des Musée de la Vie wallonne. Die Arbeiten wurden zwischen 1963 und 1971 von den Architekten Séverin und Francotte geleitet. Bei den Bauarbeiten wurden auch unterirdische Stollen, die sogenannten Areines, freigelegt, die zur Entwässerung der Kohlebergwerke in den Lütticher Höhenlagen dienten. Durch sie wurde auch Trinkwasser zu den öffentlichen Brunnen geleitet.
1992 wurde das gesamte Gebäude, einschließlich der Kirche Saint-Antoine, der Provinz Lüttich in Erbpacht überlassen.
In den Jahren 2004 bis 2008 hat das Provinzialamt für Gebäude der Provinz Lüttich tiefgreifende Veränderungen vorgenommen. In einem verglasten Turm werden ein verglaster Aufzug und Treppen eingebaut, um den Zugang zu den oberen Stockwerken zu erleichtern. Um einen Rundgang auf jeder Etage zu ermöglichen, wird außerdem der alte Holzgang aus den 1960er Jahren durch eine zweistöckige verglaste Galerie ersetzt, von der aus man den Hof und den Kreuzgang überblicken kann.

## Kirche Saint-Antoine

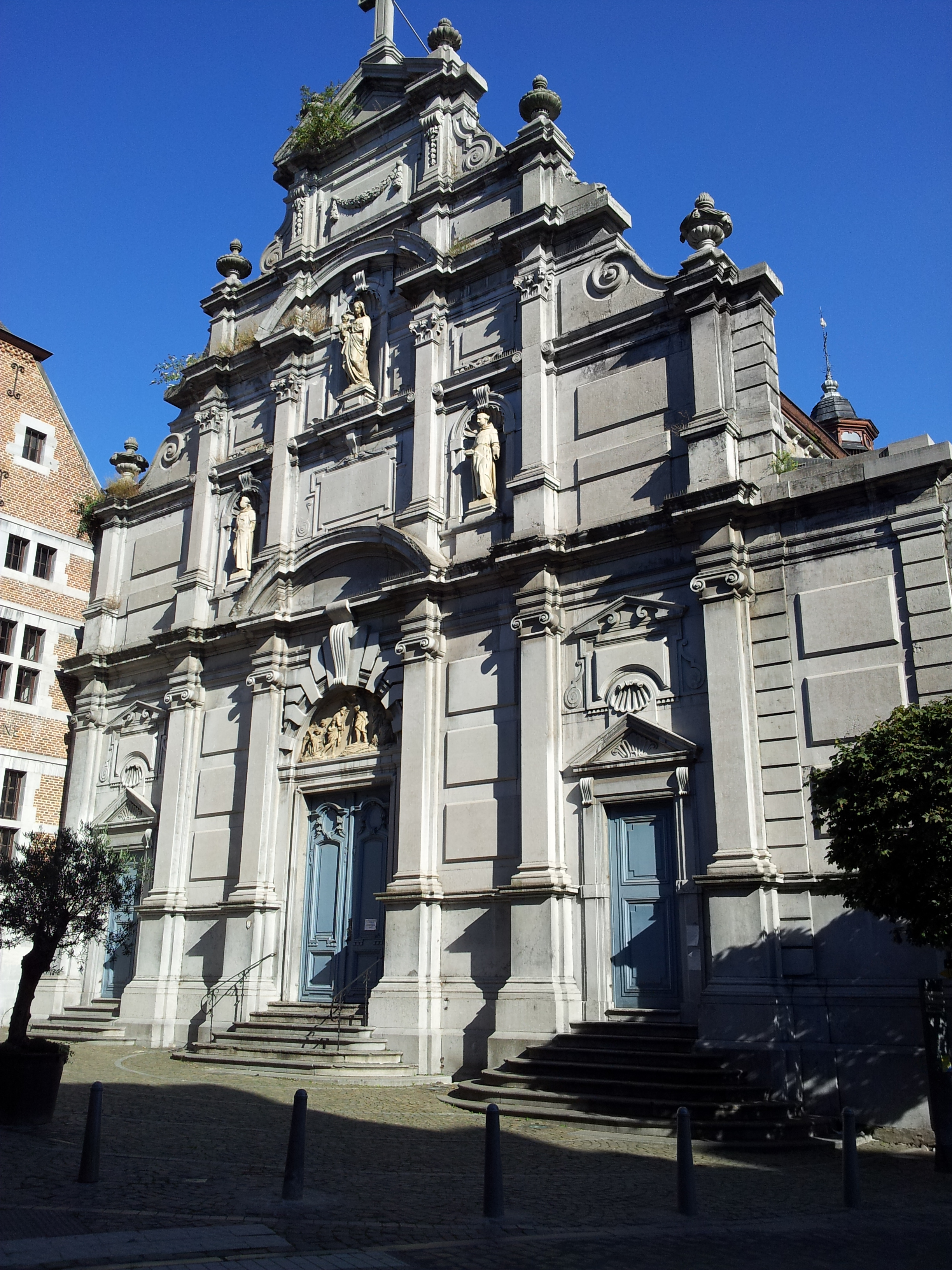
Kirche Saint-Antoine (Lüttich)

Um 1240 ließen sich die Jünger des heiligen Franz von Assisi, die bereits seit dem Ende des ersten Viertels des 13. Jahrhunderts in Lüttich lebten, in Hors-Château in der Nähe des Stadtzentrums nieder, um mit der Bevölkerung in Kontakt zu kommen.
Die dem heiligen Antonius von Padua geweihte Franziskanerkirche wurde 1244 fertiggestellt und seit dem Konkordat von 1801 als Pfarrkirche genutzt. Ihr Rohbau aus kohlehaltigem Sandstein zeugt von den vielversprechenden Anfängen des Franziskanerordens in Lüttich. Das spitzbogige Hauptgebäude, das den südlichen Teil des Klosters begrenzt, wurde im 18. Jahrhundert durch eine monumentale Barockfassade bereichert. Das Innere ist im gleichen Stil mit Stuckdekorationen geschmückt. Diese Dekoration wurde im folgenden Jahrhundert vollendet.

## Haus Chamart
Das am Hang gelegene Haus Chamart trägt den Namen eines seiner früheren Besitzer. Dieses imposante Gebäude unterscheidet sich vom eigentlichen Kloster durch seine Fassaden, die mit in Tuffstein gehauenen Kartuschen und Wappen verziert sind. Ein Durchgang verbindet das Kloster mit dem Haus Chamart.
Dieses Gebäude aus dem 17. Jahrhundert, in dem einst der Guardian oder Superior der Franziskanergemeinschaft wohnte und das auch die Bibliothek und das Archiv beherbergte, wurde wie das Kloster bei den Bombenangriffen am Ende des Zweiten Weltkriegs schwer beschädigt.

Von 1963 bis 1971 wurde das Chamart-Haus durch umfangreiche Restaurierungsarbeiten in seinen ursprünglichen Zustand von 1620 zurückversetzt. Heute beherbergt es die Verwaltungs- und Wissenschaftsabteilungen des Musée de la Vie Wallonne sowie das Puppentheater und das Dokumentationszentrum.

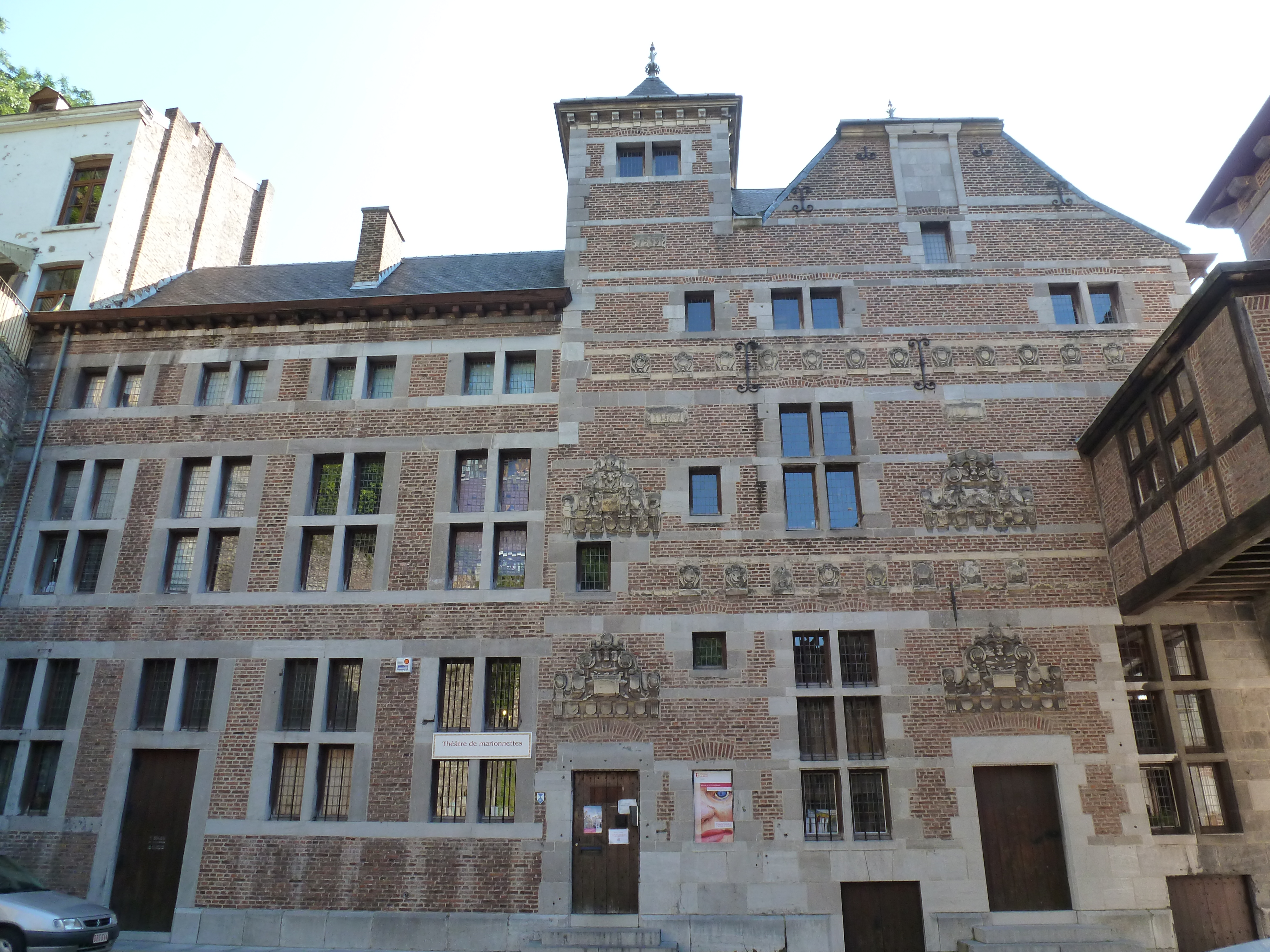
Haus Chamart

## Die Rolle der Cordeliers in Lüttich
Vom 13. Jahrhundert bis zum Ende des Ancien Régime war die Franziskaner-Gemeinschaft, die Cordeliers oder Minoriten genannt wurde, eng mit dem kommunalen, sozialen und volkstümlichen Leben der Hauptstadt des Fürstentums verbunden.
Im Laufe der Jahrhunderte wurde das Kloster zu einem öffentlichen Ort: ein Zufluchtsort für die Armen, für Straffällige, die hier Zuflucht suchten, um der Justiz der Schöffen oder des Fürstbischofs zu entgehen, ein Ort, an dem viele der guten Berufe der Stadt Aufnahme fanden: Naiver, Schneider, Weber, Mangons, Kürschner, Kerzenzieher, Fischer, Sackträger usw. Andere Berufe wie Barbier, Schneider, Kerzenzieher, Kerzenzieher, Fischer, Sackträger usw. wurden von den Franziskanern übernommen. Andere Berufe wie Barbiere, Chirurgen oder Ärzte feierten hier ihre Patronatsfeste. Wenn die Tore von La Violette für sie geschlossen waren, trafen sie sich hier zu Beratungen. Die Guten Handwerker hielten hier ihre Versammlungen ab und in den turbulentesten Zeiten der Stadtgeschichte fanden hier mehrere Magistratswahlen statt.
Noch heute legen die Bürgermeister hier alljährlich vor den Syndikaten der Stadt Rechenschaft über ihre Verwaltung ab.
Einige notarielle Urkunden, wie z. B. Eheverträge, wurden hier verfasst. Um 1460 wurde hier während eines Konflikts zwischen Ludwig von Bourbon und der Stadt der „Frieden der Bergleute“ unterzeichnet.
Seit 1577 diente das Kloster als Arsenal der Stadt Lüttich. In den Klostermauern wurden die Kanonen der Lütticher Miliz und das Material für die Brandbekämpfung aufbewahrt, die von den Franziskanern selbst übernommen wurde. Schließlich kämpften die Lütticher Bürger um das posthume Privileg, unter der Franziskanermütze im Untergeschoss der Kirche oder des Klosters begraben zu werden. 